# Kathy Griffin
Kathleen Mary "Kathy" Griffin (nascida em 4 de novembro de 1960) é uma atriz, comediante e personalidade de televisão americana. Griffin ganhou reconhecimento após fazer aparições em dois episódios de Seinfeld, e depois por seu papel de coadjuvante no sitcom da NBC, Suddenly Susan. Ela foi a estrela do canal Bravo no reality show Kathy Griffin: My Life on the D-List, pelo qual ela ganhou dois prêmios Emmy como produtora executiva.
Ela também trabalhou como artista de voz e comentarista do tapete vermelho, além de vários outros trabalhos. Em 2009, 2010 e 2011 ela foi nomeada para um Grammy Award para Melhor Álbum de Comédia. Em sua tentativa de ganhar um Prêmio Tony, ela fez sua estreia em Kathy Griffin Wants a Tony, em março de 2011. Participou da exibição do Ano Novo da Times Square junto com Anderson Cooper na CNN.

## Filmografia
| Filmes      | Filmes                                              | Filmes                                          | Filmes                                                                          |
| Ano         | Filme                                               | Papel                                           | Notas                                                                           |
| ----------- | --------------------------------------------------- | ----------------------------------------------- | ------------------------------------------------------------------------------- |
| 1980        | Battle Beyond the Stars                             | Alien Extra (não-creditado)                     |                                                                                 |
| 1980        | Fade to Black                                       | Grauman's Chinese Theater Extra (não-creditado) |                                                                                 |
| 1984        | Streets of Fire                                     | Concertgoer (não-creditado)                     |                                                                                 |
| 1991        | The Unborn                                          | Connie                                          |                                                                                 |
| 1992        | Shakes the Clown                                    | Lucy                                            |                                                                                 |
| 1992        | Medusa: Dare to Be Truthful                         | Taffy                                           |                                                                                 |
| 1994        | Pulp Fiction                                        | Hit-and-run Witness                             |                                                                                 |
| 1994        | It's Pat                                            | Ela mesma                                       | Breves aparições                                                                |
| 1995        | Big News                                            |                                                 |                                                                                 |
| 1995        | Four Rooms                                          | Betty                                           |                                                                                 |
| 1995        | The Barefoot Executive                              | Mary                                            |                                                                                 |
| 1996        | The Cable Guy                                       | Mãe                                             |                                                                                 |
| 1997        | Who's the Caboose?                                  | Katty                                           |                                                                                 |
| 1997        | Trojan War                                          | Caixa                                           |                                                                                 |
| 1997        | Courting Courtney                                   | Ona Miller                                      |                                                                                 |
| 1999        | Can't Stop Dancing                                  | Agente de modelagem                             |                                                                                 |
| 1999        | Dill Scallion                                       | Tina                                            |                                                                                 |
| 1999        | Muppets from Space                                  | Guarda armada                                   |                                                                                 |
| 1999        | Jackie's Back                                       | Ela mesma                                       |                                                                                 |
| 2000        | Lion of Oz                                          | Caroline                                        | Voz                                                                             |
| 2000        | The Intern                                          | Cornelia Crisp                                  |                                                                                 |
| 2000        | Enemies of Laughter                                 | Cindy                                           |                                                                                 |
| 2000        | A Diva's Christmas Carol                            | Ghost of Christmas Past                         |                                                                                 |
| 2000        | 2001                                                | On Edge                                         | Karen Katz                                                                      |
| 2002        | Run Ronnie Run                                      | Ela mesma                                       |                                                                                 |
| 2003        | Beethoven's 5th                                     | Evie Kling                                      |                                                                                 |
| 2005        | Dirty Love                                          | Madame Pelly                                    |                                                                                 |
| 2005        | Dinotopia: Quest for the Ruby Sunstone              | Rhoga                                           | Voz                                                                             |
| 2005        | Her Minor Thing                                     | Maggie                                          |                                                                                 |
| 2005        | Love Wrecked                                        | Belinda                                         |                                                                                 |
| 2006        | Bachelor Party Vegas                                | She-Elvis                                       | Não-creditado, breve aparição                                                   |
| 2007        | Judy Toll: The Funniest Woman You've Never Heard of | Ela mesma                                       | Documentário                                                                    |
| 2007        | In Search of Puppy Love                             | Ela mesma                                       | Documentário                                                                    |
| 2007        | Mr. Warmth: The Don Rickles Project                 | Ela mesma                                       | Documentário                                                                    |
| 2007        | Heckler                                             | Ela mesma                                       | Documentário                                                                    |
| 2009        | Sammy's Adventures: The Secret Passage              |                                                 | Voz                                                                             |
| 2010        | Shrek Forever After                                 | Taran                                           | Voz                                                                             |
| 2010        | Joan Rivers: A Piece of Work                        | Ela mesma                                       | Documentário                                                                    |
| 2011        | The Muppets                                         | Ela mesma                                       | Breves aparições                                                                |
| 2011        | Hall Pass                                           | Ela mesma                                       |                                                                                 |
| Televisão   |                                                     |                                                 |                                                                                 |
| Ano         | Título                                              | Papel                                           | Notas                                                                           |
| 1989–1991   | On the Television                                   | Vários                                          | Episódio: "Beauty and the Beast"                                                |
| 1989–1991   | The Fresh Prince of Bel-Air                         |                                                 |                                                                                 |
| 1990        | Susan Klein                                         | Episódio: "Not With My Pig, You Don't"          |                                                                                 |
| 1993        | Civil Wars                                          | Yvonne                                          | Episódio: "Watt, Me Worry?"                                                     |
| 1993        | Dream On                                            | Dawn                                            | Episódio: "The French Conception"                                               |
| 1995        | ER                                                  | Dolores Minky                                   | Episódio: "Motherhood"                                                          |
| 1995        | Dweebs                                              | Sheila                                          | Episódio: "The Birthday Party Show"                                             |
| 1995        | Mad About You                                       | Brenda                                          | Episódio: "New Year's Eve"                                                      |
| 1996        | Ellen                                               | Peggy                                           | Episódio: "Oh, Sweet Rapture"                                                   |
| 1996        | Partners                                            | Michelle                                        | Episódio: "Can We Keep Her, Dad?"                                               |
| 1996        | Caroline in the City                                | DMV clerk                                       | Episódio: "Caroline and the Movie"                                              |
| 1996        | Dr. Katz, Professional Therapist                    | Ela mesma                                       | Episódio: Koppleman and Katz                                                    |
| 1996        | Saturday Night Special                              | Ela mesma                                       | 2 episódios                                                                     |
| 1995–1996   | Ned & Stacey                                        | Jeanne                                          | Episódio: "Loganberry's Run" and "Accountus Interruptus"                        |
| 1997        | Oddville, MTV                                       |                                                 | Episódio: August 13, 1997                                                       |
| 1997        | The Wonderful World of Disney                       | Mary                                            | Episódio: "The New Barefoot Executive"                                          |
| 1996–1998   | Seinfeld                                            | Sally Weaver                                    | Episódio: "The Cartoon" and "The Doll"                                          |
| 1997–1998   | Premium Blend                                       | Ela mesma                                       | Recepcionista                                                                   |
| 1999        | Rock & Roll Jeopardy!                               | Ela mesma                                       | Celebrity edition                                                               |
| 2000        | The X-Files                                         | Betty Templeton/Lulu Pfeiffer                   | Episódio: "Fight Club"                                                          |
| 2000        | Curb Your Enthusiasm                                | Ela mesma                                       | Episódio: "The Pants Tent"                                                      |
| 1999–2000   | Dilbert                                             | Alice                                           | Voz (não-creditado)                                                             |
| 1996–2000   | Suddenly Susan                                      | Vicki Groener                                   |                                                                                 |
| 2001        | The Simpsons                                        | Francine                                        | Episódio: "Bye Bye Nerdie"                                                      |
| 2001        | Strong Medicine                                     | Matchmaker                                      | Episódio: "Silent Epidemic"                                                     |
| 2001        | Weakest Link                                        | Ela mesma                                       | Episódio: "Comedians Special"                                                   |
| 2001        | Kathy's So Called Reality                           | Ela mesma                                       | Recepcionista                                                                   |
| 2002        | The Drew Carey Show                                 | Kathy                                           | Episódio: "The Eagle Has Landed"                                                |
| 2002        | The Anna Nicole Show Christmas Special              |                                                 |                                                                                 |
| 2003        | What's New, Scooby-Doo?                             | Luis Agent Autumn Summerfield                   | Episódio: "The Unnatural" (voz)                                                 |
| 2002–2003   | Whose Line Is It Anyway?                            | 4 episódios (5-02, 5–15, 5–19, 5–29)            |                                                                                 |
| 2002        | National Lampoon's Funny Money                      | Episódio 1 (comediante convidado)               |                                                                                 |
| 2004        | Striperella                                         | The Bridesmaid                                  | Episódio: "The Bridesmaid" and "Evil Things Come in Small Packages" (voz)       |
| 2004        | Half & Half                                         | Dra. Morgan                                     | Episódio: "The Big Labor of Love Episode"                                       |
| 2004        | Celebrity Poker Showdown                            | Ela mesma                                       | 2 episódios, terceiro torneio                                                   |
| 2001–2004   | Hollywood Squares                                   | Ela mesma                                       | 86 episódios                                                                    |
| 2005        | Cheap Seats                                         | Rae                                             | Episódio: "1995 SuperDogs! Superjocks!"                                         |
| 2005        | Days of our Lives                                   | Limo driver                                     |                                                                                 |
| 2006        | Gameshow Marathon                                   | Ela mesma                                       | "Match Game"                                                                    |
| 2007        | Ugly Betty                                          | Âncora da Fashion TV                            | Episódio: "In or Out"                                                           |
| 2007        | Loose Women                                         | Ela mesma                                       |                                                                                 |
| 2008        | Rosie Live                                          | Ela mesma                                       | Impersonated Nancy Grace                                                        |
| 2008        | Dog Whisperer                                       | Ela mesma                                       | Episódio: Temporada 4, Episódio 24                                              |
| 2009        | Privileged                                          | Olivia                                          | Episódio: "All About a Brand New You"                                           |
| 2009        | Paris Hilton's My New BFF                           | Ela mesma                                       | Episódio: "Must Have Thick Skin" (Special guest)                                |
| 2008–2010   | Larry King Live                                     | Ela mesma                                       | 6 episódios                                                                     |
| 2009        | The Comedy Central Roast Of Joan Rivers             | Ela mesma                                       | Roast Master                                                                    |
| 2009        | The Celebrity Apprentice 2                          | Ela mesma                                       | Convidado especial                                                              |
| 2005–2010   | Kathy Griffin: My Life on the D-List                | Ela mesma                                       | 47 episódios Gracie Allen Award for Outstanding Lead Actress in a Comedy Series |
| 2010        | Law & Order Special Victims Unit                    | Babs Duffy                                      | Episódio: "P.C."                                                                |
| 2010        | RuPaul's Drag Race                                  | Guest Judge                                     | Episódio: "Gone With The Windows"                                               |
| 2010        | The Marriage Ref                                    | Guest Judge                                     | Episódio: "Tracy Morgan, Kathy Griffin, and Nathan Lane"                        |
| 2010        | Last Comic Standing                                 | Performer                                       | Temporada 7 final                                                               |
| 2010        | Shep & Tiffany Watch TV: The Best of 2010           |                                                 | Produtora executiva                                                             |
| 2011        | Glee                                                | Tammy Jean Albertson                            |                                                                                 |
| 2011        | Same Name                                           | Ela mesma                                       | Temporada 1, episódio 2                                                         |
| 2011        | Drop Dead Diva                                      | Jenna Kaswell-Bailey                            | Episódio: "He Said, She Said"                                                   |
| 2011        | America's Next Top Model                            | Juiz convidado                                  | Temporada 17                                                                    |
| 2011        | American Dad                                        | TBA                                             | Temporada 7                                                                     |
| 2015        | Fashion Police                                      | Apresentadora                                   |                                                                                 |
| Videoclipes |                                                     |                                                 |                                                                                 |
| Ano         | Título                                              | Papel                                           | Notas                                                                           |
| 2000        | The Real Slim Shady                                 | Enfermeira de hospital psiquiátrico             | Breves aparições                                                                |